# 洛林的瑪麗
洛林的瑪麗（法語：Marie de Lorraine，1674年8月12日—1724年10月30日），摩納哥親王妃，阿馬尼亞克伯爵路易的女兒，母親是維勒魯瓦公爵尼古拉·德·紐夫維爾的女兒凱瑟琳。

## 家庭
1688年，瑪麗與摩納哥的安托萬結婚，兩人共有三個女兒：
1. 路易絲-希波莉特（1697年—1731年）
2. 瑪格麗塔-卡蜜拉（1700年—1758年）
3. 瑪麗-佩琳（法语：Marie-Pelline Grimaldi）（1708年—1726年），早逝